# Vision Divine
Vision Divine (c англ. «Божественное видение») — итальянская пауэр-метал-группа, образованная в 1998 году. Многие участники коллектива так или иначе были связаны с другой итальянской пауэр-метал-группой Labyrinth.

## История
Музыкальный коллектив Vision Divine был сформирован под первоначальным названием Symmetry в 1997 году гитаристом Карло Андреа Маньяни и вокалистом Фабио Лионе. В 1998 году, после выхода одноимённого демо, название было сменено на Vision Divine. В 1999 году на лейбле Atrheia Records вышел дебютный одноимённый альбом. В музыкальном плане релиз представлял собой мелодичный пауэр-метал с лёгким прогрессивным уклоном, а лирически был посвящён в основном христианской тематике. Также альбом содержал кавер-версию на композицию «The Final Countdown» группы Europe. В 2002 году на том же лейбле выходит второй альбом Send Me an Angel, после чего Vision Divine начали активно заниматься концертной деятельностью. В то же время состав команды покидают барабанщик Мэт Станчою и клавишник Андрейя де Паоли. Место клавишника занимает Олег Смирнов. Появляется дополнительный концертный гитарист Федерико Пулери.

## Участники

### Настоящий состав
- Иван Джаннини (Ivan Giannini) — вокал (2018-)
- Карло Андреа Маньяни (Carlo Andrea Magnani)[2] — гитара
- Федерико Пулери (Federico Puleri) — гитара
- Кристиано Бертокки (Cristiano Bertocchi) — бас
- Алессио «Том» Лукатти (Alessio «Tom» Lucatti) — клавишные
- Алессандро «Бикс» Бисса (Alessandro «Bix» Bissa) — ударные

### Бывшие участники
- Фабио Тордильоне (Fabio Tordiglione)[3] — вокал (1998—2004, 2008—2018)
- Микеле Луппи (Michele Luppi) — вокал
- Андреа «Тауэр» Торричини (Andrea «Tower» Torricini) — бас
- Мэт Станчою (Mat Stancioiu) — ударные
- Рикки Квальято (Ricky Quagliato) — ударные
- Маттео Аморозо (Matteo Amoroso) — ударные
- Данил Морини (Danil Morini) — ударные
- Андреа де Паоли (Andrea de Paoli)[4] — клавишные
- Олег Смирнов (Oleg Smirnof) — клавишные

## Дискография
- 1998 — Symmetry (демо)
- 1999 — Vision Divine
- 2002 — Send Me an Angel
- 2003 — Colours of My World (демо)
- 2004 — Stream of Consciousness
- 2005 — Stage of Consciousness (DVD)
- 2005 — The Perfect Machine
- 2007 — The 25th Hour
- 2009 — 9 Degrees West of the Moon
- 2012 — Destination Set to Nowhere
- 2019 — When All the Heroes Are Dead
- 2024 — Blood And Angels’ Tears